# Приливно ускорение
Приливното ускорение е резултат на приливната сила, която изпитва естествен спътник (например Луната), обикалящ по орбита около космическо тяло (например Земята). Това ускорение е причината за постепенното отдалечаване на спътника, обикалящ проградно (по посока на околоосното му въртене) около централното тяло. То също така е причина и за забавянето на околоосното им въртене. В крайна сметка този процес достига до „приливно заключване“ или синхронно въртене – първо на по-малкото, а след това и на по-голямото тяло. Най-добре изследваният пример за това е системата Луна – Земя.
Подобен процес на „приливно забавяне“ има в случаите, когато периодът на обикаляне на спътника е по-кратък от периода на околоосното въртене на централното тяло, а също в случаите на ретроградно (по посока обратна на околоосното въртене) обикаляне.

## Ефекти от лунната гравитация
Тъй като масата на Луната е достатъчно голяма част от земната (около1:81), то системата може да се разглежда по-скоро като двупланетна, отколкото като планета и спътник. Равнината на лунната орбита около Земята лежи по-близо до равнината на земната орбита около Слънцето (еклиптиката) отколкото до равнината, перпендикулярна на оста на въртене на Земята (екватора), какъвто обикновено е случаят със спътниците на другите планети. Луната е достатъчно близо, а масата ѝ е достатъчно голяма, за да се образува приливна вълна от земна материя и по-специално водата в океана. Образува се също и приблизително противоположна вълна на обратната страна на Земята, предизвикана от центробежната сила от въртенето на системата Земя-Луна около барицентъра ѝ. Средната приливна издутина е синхронизирана с орбиталното движение на Луната и обикаля Земята за 24 часа и 48 минути, малко повече от един сидеричен ден или 23 часа, 56 минути, и 4,091 секунди. Околоосното въртене на Земята изтегля приливната издутина напред спрямо положението на Луната. В резултат значителна земна маса е отместена от линията между центровете на Луната и Земята. Така се появява компонента на гравитационната сила в направление перпендикулярно на правата, свързваща центровете на двете тела. Така породеният въртящ момент ускорява орбиталното движение на Луната и забавя околоосното въртене на Земята.